# Abbaye d'Heiligengrabe
L’abbaye d'Heiligengrabe est une ancienne abbaye cistercienne située au Brandebourg en Allemagne.

## Histoire

### Fondation
L'abbaye d'Heiligengrabe est officiellement fondée en 1287, mais c'est en 1289 qu'un première communauté de douze religieuses cisterciennes ainsi que de leur abbesse, toutes venues de Neuendorf, prend réellement possession des lieux.

### Développement

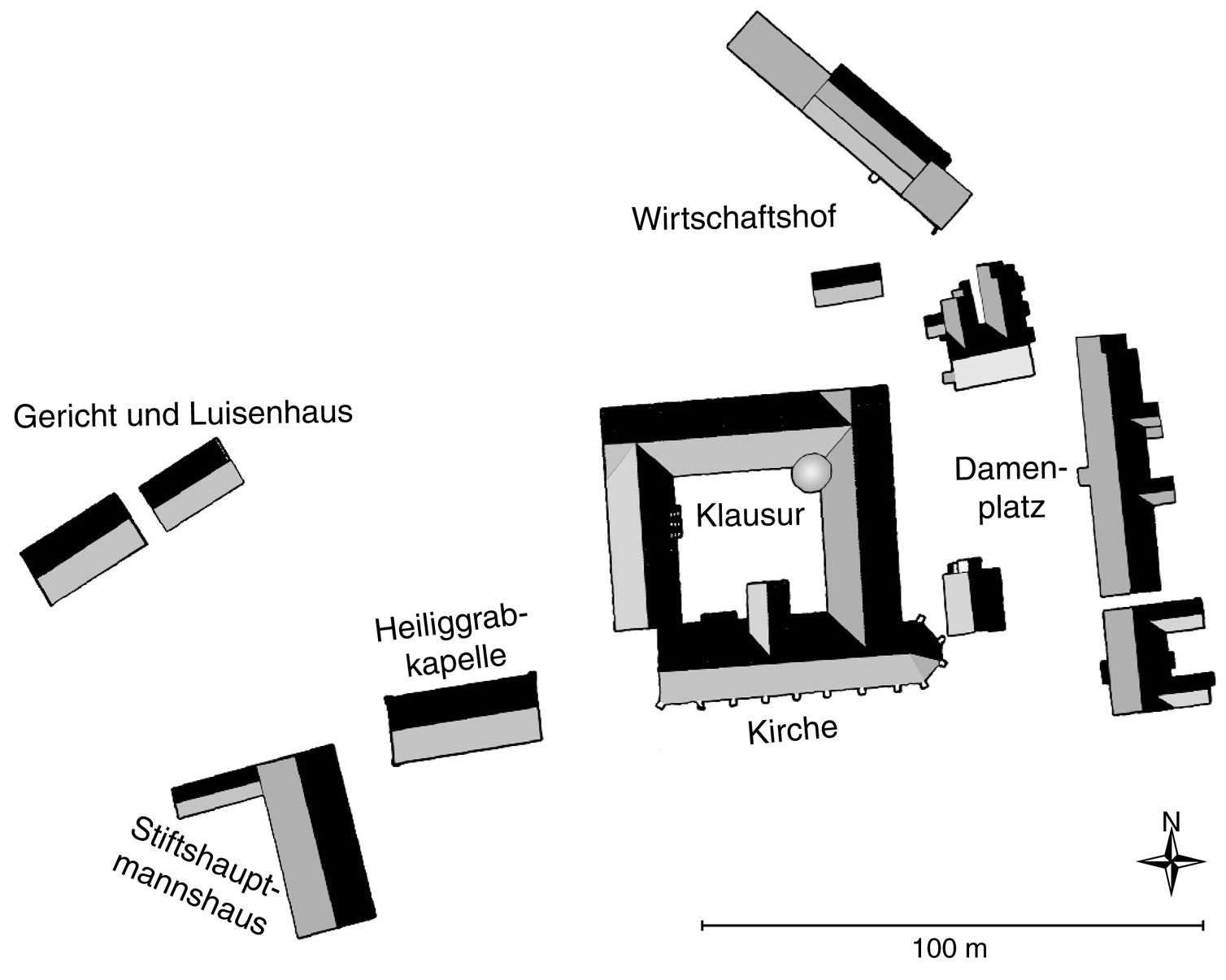
Plan de l’intérieur du complexe de l'abbaye d'Heiligengrabe.

Les premiers bâtiments construits sont l'église abbatiale et l'aile orientale du cloître ; cette dernière contient notamment la salle capitulaire au rez-de-chaussée et le dortoir des sœurs à l'étage. Les deux autres ailes sont légèrement postérieures.
En 1510, le cloître est voûté ; la salle capitulaire est déplacée dans l'aile occidentale ; durant l'abbatiat d'Anna von Rohr, en 1519, la Heiligrakapelle est construite.

### Réforme
À l'adoption de la Réforme, le monastère connaît un temps de conflit ; finalement, la communauté entière devint un Frauenstift luthérien (couvent des conventuelles) en 1549, aujourd'hui rattaché à l'Église protestante Berlin-Brandebourg-Haute Lusace silésienne.

## Architecture

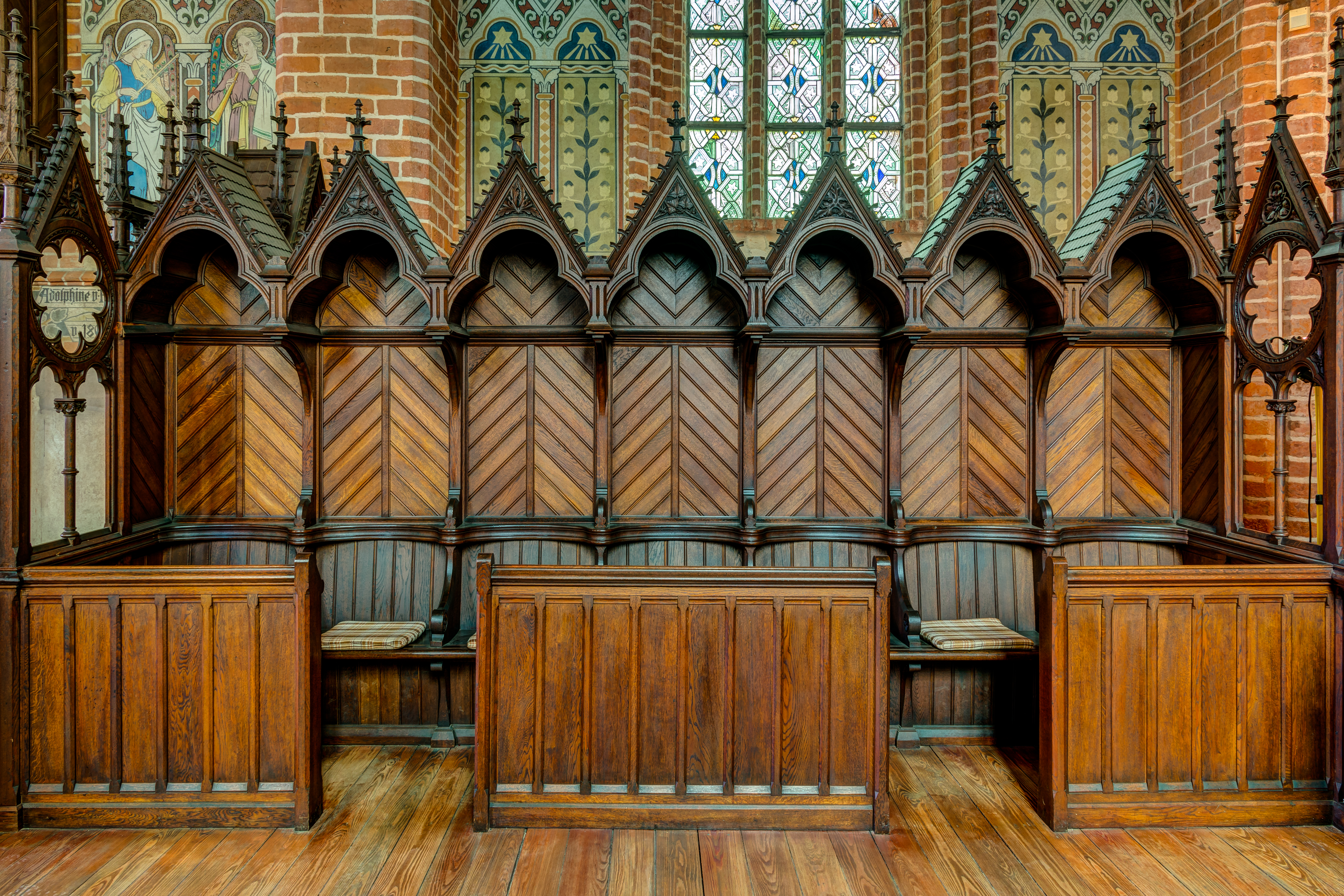
Les stalles de la chapelle du Saint-Sépulcre de l'abbaye d'Heiligengrabe.